# Héctor Martín Sturla
Héctor Martín Sturla Berhouet (Montevideo, 13 de junio de 1953 - 22 de abril de 1991) fue un abogado y político uruguayo perteneciente al Partido Nacional.

## Biografía
De profesión abogado de la Universidad de la República en 1979, es autor de dos trabajos sobre Derecho civil: el libro Los turnos judiciales. Consecuencias de su violación, editado en 1977, y el artículo “La acción pauliana y la jurisprudencia nacional”, publicado en el Anuario de Derecho Civil Uruguayo, tomo X, correspondiente a 1981.
Desde muy joven militó en filas del Partido Nacional. En 1984 fue elegido diputado en la lista de Jorge Machiñena. Durante la primera legislatura tras la restauración democrática, Sturla tuvo una destacada actuación; participó decisivamente en la redacción de la Ley de Caducidad, la Ley de Sociedades Comerciales y el Código General del Proceso.
En las elecciones de 1989 resultó reelecto por el Herrerismo, encabezando su propia lista, acompañado esta vez por Jaime Trobo. En 1990, con el advenimiento del gobierno nacionalista de Luis Alberto Lacalle, fue presidente de la Cámara de Diputados.
Falleció precozmente, el 22 de abril de 1991 a los 37 años. Una plaza en bulevar General José Artigas y avenida Brasil lleva ahora su nombre. También existe una agrupación con su nombre en el Partido Nacional.
Sturla estaba casado con Carolina Viñas y era padre de tres hijos: María Soledad, María Inés y Martín Francisco.
Su hermano Daniel es religioso salesiano; fue obispo auxiliar de Montevideo entre 2011 y 2014. El 11 de febrero de 2014 fue nombrado arzobispo de Montevideo por el papa Francisco y creado cardenal por el mismo pontífice el 14 de febrero de 2015.